# 마를렌 아르누아
마를렌 올리비아 아르누아(프랑스어: Marlene Olivia Harnois, 1986년 10월 22일 ~ )는 2012년 올림픽에서 동메달을 획득한 캐나다 출신 프랑스의 태권도 선수이다. 2013년에 국가 공로 훈장 슈발리에를 받았다.

## 수훈
- 국가 공로 훈장 슈발리에(2013년)[3]